# 4 de 10 amb folre i manilles
El 4 de 10 amb folre i manilles és un castell de gamma extra de 10 pisos d'alçada i 4 persones per pis, reforçat amb dues estructures suplementàries al pis de segons (folre) i de terços (manilles). És el castell de més dificultat (segons la taula de puntuacions del concurs de castells de Tarragona) que s'ha aconseguit descarregar.

## Història
En la diada de Tots Sants, l'1 de novembre de 1996 els Castellers de Vilafranca portaren per primera vegada a plaça aquesta construcció, però finalment no va quedar ni tan sols en un intent, ja que les gralles no arribaren a sonar. La preparació de la base va durar uns 35 minuts, en què es reclutaren unes mil persones. El peu es va enfonsar quan els quints començaven a col·locar-se. En una segona prova, aquell mateix dia, el peu s'enfonsà amb quarts col·locats. Va ser la primera construcció de 10 pisos portada a plaça, dos anys abans que els Minyons de Terrassa intentessin per primera vegada el 3 de 10 amb folre i manilles. En principi es considerava que l'estructura del 4 és generalment més estable que el 3. En canvi, la base i el folre del 4 necessita més gent i és més complicada de sostenir que la del 3.

### Segle XXI
El 20 de novembre de 2011 els Minyons de Terrassa van assajar aquest castell al Raval de Montserrat, arribant a posar quints, amb prou garanties com per anunciar la intenció de portar-lo a plaça amb motiu de la XXXIII Diada dels Minyons celebrada el 27 de novembre de 2011. Finalment, no l'intentaren en aquella diada degut als dos intents frustrats de 3 de 10 amb folre i manilles que van fer a la primera ronda i que els condicionà la diada.
L'1 de novembre de 2013 els Castellers de Vilafranca van tornar a portar el castell a plaça realitzant-ne el primer intent de la història, que va caure just després de col·locar els setens. Els vilafranquins havien posat els quints a l'assaig de divendres i els sisens el dimecres abans. A més comptaven amb el treball del 3 de 10 amb folre i manilles, que havien descarregat en dues ocasions en la temporada 2013. Les manilles van ser compostes per 32 castellers i tenien la particularitat de no portar laterals, mentre que el folre l'ocuparen uns 90 castellers.
La segona colla en realitzar un intent d'aquest castell foren els Minyons de Terrassa. Els malves, que també havien descarregat el 3 de 10 amb folre i manilles, l'intentaren en la seva diada el 16 de novembre del 2014. Els Minyons havien col·locat els sisens a assaig, a més, havien realitzat a plaça el 4 de 9 amb folre amb la configuració de les manilles que portarien a plaça, tot introduint la novetat d'uns falsos laterals a diferència de l'intent vilafranquí. El castell comptava amb 44 castellers a les manilles i 92 al folre, però a plaça només arribà a sonar la primera nota de les gralles tot just per ser considerat intent en enfonsar-se el folre.
L'any següent, el 22 de novembre de 2015, els Minyons de Terrassa van tornar a intentar el castell en la seva diada, celebrada a la plaça Vella de Terrassa, i, per primer cop a la història, van aconseguir carregar i descarregar el castell. L'estructura comptava amb 40 castellers a les manilles, 96 al folre i més de 500 a la pinya, a banda dels 28 castellers de tronc i 4 del pom de dalt. El folre i les manilles conjuntament pesaven uns 12.000 kg i, en total, més de 700 persones participar en el castell. En la mateixa actuació els Minyons descarregaren també el tres de 10 i el pilar de 8 amb folre i manilles, i carregaren el 3 de 9 amb folre i agulla, completant així la primera actuació de la història en què es descarregaven dos castells de 10 pisos.
Els Castellers de Vilafranca carregaren per primer cop en la seva història el 4 de 10 amb folre i manilles a la Diada de Sant Fèlix 2016, després d'un primer intent. El castell va caure pocs instants després de fer l'aleta. La colla vilafranquina es convertia així en la segona colla en coronar aquest castell.
Menys de tres setmanes més tard, el 18 de setembre, la Colla Vella dels Xiquets de Valls va ser la tercera colla en assolir-lo, tot carregant-lo en el seu primer intent a la Diada del primer diumenge de festes a Tarragona (per Sant Fèlix també el van dur a plaça però el peu es va enfonsar quan encara no havien sonat gralles, de manera que encara no es considerava intent vàlid).
Els Castellers de Vilafranca descarregaren per primer cop en la seva història el 4 de 10 amb folre i manilles a la Diada del Concurs de castells de Tarragona de 2016. La colla vilafranquina es convertia així en la segona colla en descarregar aquest castell de gamma extra.
La Colla Vella dels Xiquets de Valls van descarregar aquest castell per primera vegada a la seva història a la diada de Santa Úrsula de l'any 2016, sent el primer 4 de 10 amb folre i manilles que veu la capital de l'Alt Camp.

### Cronologia
La següent taula mostra una cronologia dels intents de 4 de 10 amb folre i manilles fets fins a l'actualitat. Hi figuren les colles que l'han intentat, la data, la diada, la plaça, el resultat del castell, els altres castells intentats en l'actuació i un comentari de cada una de les temptatives.
| \| Núm. \| Colla \| Data \| Diada \| Plaça \| Resultat \| Actuació \| Notes \| \| ---- \| --------------------------------- \| ---------------------- \| --------------------------------------- \| ---------------------------------------- \| ---------------- \| ------------------------------------------------------------ \| --------------------------------------------------------------------------------------------------------------------------------------------------- \| \| 1 \| Castellers de Vilafranca \| 1 de novembre de 2013 \| Diada de Tots Sants \| Plaça de la Vila, Vilafranca del Penedès \| Intent \| 5de9f, 3de10fm, 4de10fm(i) Pde8fm \| Primer intent de 4de10fm de la història. Primer intent de 4de10fm dels Castellers de Vilafranca. Primer intent de 4de10fm a Vilafranca del Penedès. \| \| 2 \| Minyons de Terrassa \| 16 de novembre de 2014 \| Diada dels Minyons de Terrassa \| Plaça Vella, Terrassa \| Intent \| 3de10fm(c), 4de10fm(i), 4de9f, 2de9fm, Pde8fm \| Primer intent de 4de10fm dels Minyons de Terrassa. Primer intent de 4de10fm a Terrassa. \| \| 3 \| Minyons de Terrassa \| 22 de novembre de 2015 \| Diada dels Minyons de Terrassa \| Plaça Vella, Terrassa \| Descarregat \| 3de10fm, 4de10fm, 3de9fa(c), Pde8fm \| Primer 4de10fm descarregat de la història. Primer 4de10fm descarregat dels Minyons de Terrassa. Primer 4de10fm descarregat a Terrassa. \| \| 4 \| Castellers de Vilafranca \| 30 d'agost de 2016 \| Diada de Sant Fèlix \| Plaça de la Vila, Vilafranca del Penedès \| Intent \| 3de10fm, 4de10fm(i), 3de9fa(id), 3de9fa, 4de10fm(c), Pde8fm \| \| \| 5 \| Castellers de Vilafranca \| 30 d'agost de 2016 \| Diada de Sant Fèlix \| Plaça de la Vila, Vilafranca del Penedès \| Carregat \| 3de10fm, 4de10fm(i), 3de9fa(id), 3de9fa, 4de10fm(c), Pde8fm \| Primer 4de10fm carregat dels Castellers de Vilafranca. Primer 4de10fm carregat a Vilafranca del Penedès. \| \| 6 \| Colla Vella dels Xiquets de Valls \| 19 de setembre de 2016 \| Diada del primer diumenge de festes \| Plaça de la Font, Tarragona \| Carregat \| 3de10fm(c), 4de9fp(c),4de10fm(c), Pde6 \| Primer 4de10fm carregat de la Colla Vella dels Xiquets de Valls. Primer 4de10fm carregat a Tarragona. \| \| 7 \| Colla Vella dels Xiquets de Valls \| 2 d'octubre de 2016 \| XXVI Concurs de castells de Tarragona \| Tarraco Arena Plaça, Tarragona \| Carregat \| 4de10fm(c), 3de10fm(i), 4de9sf, 3de9sf(id), 3de9sf(i) \| \| \| 8 \| Castellers de Vilafranca \| 2 d'octubre de 2016 \| XXVI Concurs de castells de Tarragona \| Tarraco Arena Plaça, Tarragona \| Descarregat \| 3de10fm, tde8sf(c), 4de10fm, tde8sf(c) \| Primer 4de10fm descarregat dels Castellers de Vilafranca. Primer 4de10fm descarregat a Tarragona. \| \| 9 \| Colla Vella dels Xiquets de Valls \| 23 d'octubre de 2016 \| Diada de Santa Úrsula \| Plaça del Blat, Valls \| Descarregat \| 4de10fm, 3de10fm, 4d9sf \| Primer 4de10fm descarregat de la Colla Vella dels Xiquets de Valls. Primer 4de10fm descarregat a Valls. \| \| 10 \| Minyons de Terrassa \| 20 de novembre de 2016 \| Diada dels Minyons de Terrassa \| Plaça Vella, Terrassa \| Descarregat \| 3de10fm, 4de10fm, 2de8sf(i), 3de9fa, Pde8fm \| \| \| 11 \| Castellers de Vilafranca \| 30 d'agost de 2017 \| Diada de Sant Fèlix \| Plaça de la Vila, Vilafranca del Penedès \| Intent \| 3de10fm, Td8sf, 4de10fm(i), 3de9fa, Pde8fm \| \| \| 12 \| Colla Vella dels Xiquets de Valls \| 7 d'octubre de 2017 \| Diada del Mercadal \| Plaça del Mercadal, Reus \| Descarregat \| 5de9f, 4de10fm, 3de9fa (id), 9d8, Pde7f \| Primer 4de10fm descarregat a Reus. \| \| 13 \| Colla Vella dels Xiquets de Valls \| 22 d'octubre de 2017 \| Diada de Santa Úrsula \| Plaça del Blat, Valls \| Carregat \| 2de8sf(c), 4de10fm(c), 4d9sf, Pde8fm \| \| \| 14 \| Castellers de Vilafranca \| 30 d'agost de 2018 \| Diada de Sant Fèlix \| Plaça de la Vila, Vilafranca del Penedès \| Intent \| 3de10fm, Td8sf(c), 4de10fm(i), 4de9f(id), Pde5, Pde5 \| \| \| 15 \| Colla Vella dels Xiquets de Valls \| 30 d'agost de 2018 \| Diada de Sant Fèlix \| Plaça de la Vila, Vilafranca del Penedès \| Intent desmuntat \| 4de9sf, Td8sf(c), 4de10fm(id), 4de9fp, Pde8fm \| \| \| 16 \| Colla Vella dels Xiquets de Valls \| 16 de setembre de 2018 \| Diada del primer diumenge de festes \| Plaça de la Font, Tarragona \| Intent desmuntat \| 4de9sf, 4de10fm(id), 4de10fm(i), 3de9f, 4de9f, Pde7f \| \| \| 17 \| Colla Vella dels Xiquets de Valls \| 16 de setembre de 2018 \| Diada del primer diumenge de festes \| Plaça de la Font, Tarragona \| Intent \| 4de9sf, 4de10fm(id), 4de10fm(i), 3de9f, 4de9f, Pde7f \| \| \| 18 \| Castellers de Vilafranca \| 7 d'octubre de 2018 \| XXVII Concurs de castells de Tarragona \| Tarraco Arena Plaça, Tarragona \| Intent \| 3de10fm, tde8sf(c), 4de10fm(i), Tde9fm \| \| \| 19 \| Castellers de Vilafranca \| 2 d'octubre de 2022 \| XXVIII Concurs de castells de Tarragona \| Tarraco Arena Plaça, Tarragona \| Intent \| 3de10fm, 4de10fm(i), 5de9f, 4de9sf(c) \| Primer intent de 4d10fm després de l'aturada per la COVID-19. \| \| 20 \| Colla Vella dels Xiquets de Valls \| 22 d'octubre de 2023 \| Diada de Santa Úrsula \| Plaça del Blat, Valls \| Intent \| 4de9sf, 4de10fm(i), 2de8sf(c), 4de10fm(i), 4de9fp, Pde8fm \| \| \| 21 \| Colla Vella dels Xiquets de Valls \| 22 d'octubre de 2023 \| Diada de Santa Úrsula \| Plaça del Blat, Valls \| Intent \| 4de9sf, 4de10fm(i), 2de8sf(c), 4de10fm(i), 4de9fp, Pde8fm \| \| \| 22 \| Colla Vella dels Xiquets de Valls \| 6 d'octubre de 2024 \| XXIX Concurs de castells de Tarragona \| Tarraco Arena Plaça, Tarragona \| Intent \| 4de9sf, 4de10fm(i), 4de9fp(c), 4de10fm(c) \| \| \| 23 \| Colla Vella dels Xiquets de Valls \| 6 d'octubre de 2024 \| XXIX Concurs de castells de Tarragona \| Tarraco Arena Plaça, Tarragona \| Carregat \| 4de9sf, 4de10fm(i), 4de9fp(c), 4de10fm(c) \| Primer 4d10fm carregat després de l'aturada per la COVID-19. \| \| 24 \| Castellers de Vilafranca \| 6 d'octubre de 2024 \| XXIX Concurs de castells de Tarragona \| Tarraco Arena Plaça, Tarragona \| Carregat \| 3de10fm, 9de9f(id), 4de9fa(c), 9de9f(c), 4de10fm(c) \| \| \| 25 \| Colla Vella dels Xiquets de Valls \| 27 d'octubre de 2024 \| Diada de Santa Úrsula \| Plaça del Blat, Valls \| Carregat \| 4de10fm(c), 4de9sf, 3de10fm(id), 3de10fm(id), 3de9f, Pde8fm \| \| \| 26 \| Castellers de Vilafranca \| 1 de novembre de 2024 \| Diada de Tots Sants \| Plaça de la Vila, Vilafranca del Penedès \| Descarregat \| 4de10fm, 3de10fm(id), Pd9fmp(id), 4de9sf(id), 4de9fa, Pde8fm \| Primer 4d10fm descarregat a Vilafranca del Penedès. Primer 4d10fm descarregat després de l'aturada per la COVID-19. \| |                                   |                        |                                         |                                          |                  |                                                              | |
| Núm. | Colla                             | Data                   | Diada                                   | Plaça                                    | Resultat         | Actuació                                                     | Notes |
| 1 | Castellers de Vilafranca          | 1 de novembre de 2013  | Diada de Tots Sants                     | Plaça de la Vila, Vilafranca del Penedès | Intent           | 5de9f, 3de10fm, 4de10fm(i) Pde8fm                            | Primer intent de 4de10fm de la història. Primer intent de 4de10fm dels Castellers de Vilafranca. Primer intent de 4de10fm a Vilafranca del Penedès. |
| 2 | Minyons de Terrassa               | 16 de novembre de 2014 | Diada dels Minyons de Terrassa          | Plaça Vella, Terrassa                    | Intent           | 3de10fm(c), 4de10fm(i), 4de9f, 2de9fm, Pde8fm                | Primer intent de 4de10fm dels Minyons de Terrassa. Primer intent de 4de10fm a Terrassa.                                                             |
| 3 | Minyons de Terrassa               | 22 de novembre de 2015 | Diada dels Minyons de Terrassa          | Plaça Vella, Terrassa                    | Descarregat      | 3de10fm, 4de10fm, 3de9fa(c), Pde8fm                          | Primer 4de10fm descarregat de la història. Primer 4de10fm descarregat dels Minyons de Terrassa. Primer 4de10fm descarregat a Terrassa.              |
| 4 | Castellers de Vilafranca          | 30 d'agost de 2016     | Diada de Sant Fèlix                     | Plaça de la Vila, Vilafranca del Penedès | Intent           | 3de10fm, 4de10fm(i), 3de9fa(id), 3de9fa, 4de10fm(c), Pde8fm  | |
| 5 | Castellers de Vilafranca          | 30 d'agost de 2016     | Diada de Sant Fèlix                     | Plaça de la Vila, Vilafranca del Penedès | Carregat         | 3de10fm, 4de10fm(i), 3de9fa(id), 3de9fa, 4de10fm(c), Pde8fm  | Primer 4de10fm carregat dels Castellers de Vilafranca. Primer 4de10fm carregat a Vilafranca del Penedès.                                            |
| 6 | Colla Vella dels Xiquets de Valls | 19 de setembre de 2016 | Diada del primer diumenge de festes     | Plaça de la Font, Tarragona              | Carregat         | 3de10fm(c), 4de9fp(c),4de10fm(c), Pde6                       | Primer 4de10fm carregat de la Colla Vella dels Xiquets de Valls. Primer 4de10fm carregat a Tarragona.                                               |
| 7 | Colla Vella dels Xiquets de Valls | 2 d'octubre de 2016    | XXVI Concurs de castells de Tarragona   | Tarraco Arena Plaça, Tarragona           | Carregat         | 4de10fm(c), 3de10fm(i), 4de9sf, 3de9sf(id), 3de9sf(i)        | |
| 8 | Castellers de Vilafranca          | 2 d'octubre de 2016    | XXVI Concurs de castells de Tarragona   | Tarraco Arena Plaça, Tarragona           | Descarregat      | 3de10fm, tde8sf(c), 4de10fm, tde8sf(c)                       | Primer 4de10fm descarregat dels Castellers de Vilafranca. Primer 4de10fm descarregat a Tarragona.                                                   |
| 9 | Colla Vella dels Xiquets de Valls | 23 d'octubre de 2016   | Diada de Santa Úrsula                   | Plaça del Blat, Valls                    | Descarregat      | 4de10fm, 3de10fm, 4d9sf                                      | Primer 4de10fm descarregat de la Colla Vella dels Xiquets de Valls. Primer 4de10fm descarregat a Valls.                                             |
| 10 | Minyons de Terrassa               | 20 de novembre de 2016 | Diada dels Minyons de Terrassa          | Plaça Vella, Terrassa                    | Descarregat      | 3de10fm, 4de10fm, 2de8sf(i), 3de9fa, Pde8fm                  | |
| 11 | Castellers de Vilafranca          | 30 d'agost de 2017     | Diada de Sant Fèlix                     | Plaça de la Vila, Vilafranca del Penedès | Intent           | 3de10fm, Td8sf, 4de10fm(i), 3de9fa, Pde8fm                   | |
| 12 | Colla Vella dels Xiquets de Valls | 7 d'octubre de 2017    | Diada del Mercadal                      | Plaça del Mercadal, Reus                 | Descarregat      | 5de9f, 4de10fm, 3de9fa (id), 9d8, Pde7f                      | Primer 4de10fm descarregat a Reus. |
| 13 | Colla Vella dels Xiquets de Valls | 22 d'octubre de 2017   | Diada de Santa Úrsula                   | Plaça del Blat, Valls                    | Carregat         | 2de8sf(c), 4de10fm(c), 4d9sf, Pde8fm                         | |
| 14 | Castellers de Vilafranca          | 30 d'agost de 2018     | Diada de Sant Fèlix                     | Plaça de la Vila, Vilafranca del Penedès | Intent           | 3de10fm, Td8sf(c), 4de10fm(i), 4de9f(id), Pde5, Pde5         | |
| 15 | Colla Vella dels Xiquets de Valls | 30 d'agost de 2018     | Diada de Sant Fèlix                     | Plaça de la Vila, Vilafranca del Penedès | Intent desmuntat | 4de9sf, Td8sf(c), 4de10fm(id), 4de9fp, Pde8fm                | |
| 16 | Colla Vella dels Xiquets de Valls | 16 de setembre de 2018 | Diada del primer diumenge de festes     | Plaça de la Font, Tarragona              | Intent desmuntat | 4de9sf, 4de10fm(id), 4de10fm(i), 3de9f, 4de9f, Pde7f         | |
| 17 | Colla Vella dels Xiquets de Valls | 16 de setembre de 2018 | Diada del primer diumenge de festes     | Plaça de la Font, Tarragona              | Intent           | 4de9sf, 4de10fm(id), 4de10fm(i), 3de9f, 4de9f, Pde7f         | |
| 18 | Castellers de Vilafranca          | 7 d'octubre de 2018    | XXVII Concurs de castells de Tarragona  | Tarraco Arena Plaça, Tarragona           | Intent           | 3de10fm, tde8sf(c), 4de10fm(i), Tde9fm                       | |
| 19 | Castellers de Vilafranca          | 2 d'octubre de 2022    | XXVIII Concurs de castells de Tarragona | Tarraco Arena Plaça, Tarragona           | Intent           | 3de10fm, 4de10fm(i), 5de9f, 4de9sf(c)                        | Primer intent de 4d10fm després de l'aturada per la COVID-19.                                                                                       |
| 20 | Colla Vella dels Xiquets de Valls | 22 d'octubre de 2023   | Diada de Santa Úrsula                   | Plaça del Blat, Valls                    | Intent           | 4de9sf, 4de10fm(i), 2de8sf(c), 4de10fm(i), 4de9fp, Pde8fm    | |
| 21 | Colla Vella dels Xiquets de Valls | 22 d'octubre de 2023   | Diada de Santa Úrsula                   | Plaça del Blat, Valls                    | Intent           | 4de9sf, 4de10fm(i), 2de8sf(c), 4de10fm(i), 4de9fp, Pde8fm    | |
| 22 | Colla Vella dels Xiquets de Valls | 6 d'octubre de 2024    | XXIX Concurs de castells de Tarragona   | Tarraco Arena Plaça, Tarragona           | Intent           | 4de9sf, 4de10fm(i), 4de9fp(c), 4de10fm(c)                    | |
| 23 | Colla Vella dels Xiquets de Valls | 6 d'octubre de 2024    | XXIX Concurs de castells de Tarragona   | Tarraco Arena Plaça, Tarragona           | Carregat         | 4de9sf, 4de10fm(i), 4de9fp(c), 4de10fm(c)                    | Primer 4d10fm carregat després de l'aturada per la COVID-19.                                                                                        |
| 24 | Castellers de Vilafranca          | 6 d'octubre de 2024    | XXIX Concurs de castells de Tarragona   | Tarraco Arena Plaça, Tarragona           | Carregat         | 3de10fm, 9de9f(id), 4de9fa(c), 9de9f(c), 4de10fm(c)          | |
| 25 | Colla Vella dels Xiquets de Valls | 27 d'octubre de 2024   | Diada de Santa Úrsula                   | Plaça del Blat, Valls                    | Carregat         | 4de10fm(c), 4de9sf, 3de10fm(id), 3de10fm(id), 3de9f, Pde8fm  | |
| 26 | Castellers de Vilafranca          | 1 de novembre de 2024  | Diada de Tots Sants                     | Plaça de la Vila, Vilafranca del Penedès | Descarregat      | 4de10fm, 3de10fm(id), Pd9fmp(id), 4de9sf(id), 4de9fa, Pde8fm | Primer 4d10fm descarregat a Vilafranca del Penedès. Primer 4d10fm descarregat després de l'aturada per la COVID-19.                                 |

## Colles
Actualment hi ha tres colles castelleres que han aconseguit descarregar el 4 de 10 amb folre i manilles: els Minyons de Terrassa, els Castellers de Vilafranca i la Colla Vella dels Xiquets de Valls. La taula següent mostra la data, diada i plaça en què les colles el carregaren i/o descarregaren per primera vegada:
| Núm. | Colla                             | Carregat         | Diada                                 | Plaça                                    | Descarregat      | Diada                                 | Plaça                          |
| ---- | --------------------------------- | ---------------- | ------------------------------------- | ---------------------------------------- | ---------------- | ------------------------------------- | ------------------------------ |
| 1    | Minyons de Terrassa               | 22 novembre 2015 | XXXVII Diada dels Minyons de Terrassa | Plaça Vella, Terrassa                    | 22 novembre 2015 | XXXVII Diada dels Minyons de Terrassa | Plaça Vella, Terrassa          |
| 2    | Castellers de Vilafranca          | 30 agost 2016    | Diada de Sant Fèlix                   | Plaça de la Vila, Vilafranca del Penedès | 2 octubre 2016   | XXVI Concurs de castells de Tarragona | Tarraco Arena Plaça, Tarragona |
| 3    | Colla Vella dels Xiquets de Valls | 18 setembre 2016 | Diada del primer diumenge de festes   | Plaça de la Font, Tarragona              | 23 octubre 2016  | Diada de Santa Úrsula                 | Plaça del Blat, Valls          |

## Estadística
| Resultat              |
| --------------------- |
| Descarregat (D)       |
| Carregat (C)          |
| Intent (I)            |
| Intent desmuntat (ID) |

Actualitzat a 31 de desembre del 2024

### Nombre de vegades
Fins a l'actualitat, s'han fet 26 temptatives d'aquest castell per part de 3 colles diferents.
| Núm.        | Colla                             | Resultats globals | Resultats globals | Resultats globals | Resultats globals | Total | Resultats parcials | Resultats parcials | Resultats parcials |
| Núm.        | Colla                             | D                 | C                 | I                 | ID                | Total | Assolit (D+C)      | No assolit (I+ID)  | Caigudes (C+I)     |
| ----------- | --------------------------------- | ----------------- | ----------------- | ----------------- | ----------------- | ----- | ------------------ | ------------------ | ------------------ |
| 1           | Colla Vella dels Xiquets de Valls | 2                 | 5                 | 4                 | 2                 | 13    | 7                  | 6                  | 9                  |
| 2           | Castellers de Vilafranca          | 2                 | 2                 | 6                 | 0                 | 10    | 4                  | 6                  | 8                  |
| 3           | Minyons de Terrassa               | 2                 | 0                 | 1                 | 0                 | 3     | 2                  | 1                  | 1                  |
| Total       | Total                             | 6                 | 7                 | 11                | 2                 | 26    | 13                 | 13                 | 18                 |
| Percentatge | Percentatge                       | 23,1%             | 26,9%             | 42,3%             | 7,7%              | 100%  | 50,0%              | 50,0%              | 69,2%              |

### Poblacions
El 4 de 10 amb folre i manilles s'ha intentat en 5 poblacions diferents, i en totes s'ha aconseguit descarregar. El lloc on més vegades s'ha descarregat és a Terrassa, amb dues ocasions.
| Núm.  | Població               | D | C | I  | ID | Total |
| ----- | ---------------------- | - | - | -- | -- | ----- |
| 1     | Terrassa               | 2 | 0 | 1  | 0  | 3     |
| 2     | Tarragona              | 1 | 4 | 4  | 1  | 10    |
| 3     | Valls                  | 1 | 2 | 2  | 0  | 5     |
| 4     | Vilafranca del Penedès | 1 | 1 | 4  | 1  | 7     |
| 5     | Reus                   | 1 | 0 | 0  | 0  | 1     |
| Total | Total                  | 6 | 7 | 11 | 2  | 26    |

### Temporades
La taula següent mostra totes les ocasions en què el 4 de 10 amb folre i manilles ha sigut intentat per les colles al llarg de les temporades, des del primer intent l'any 2013.
| Núm.  | Colla                             | 2013 | 2014 | 2015 | 2016       | 2017       | 2018    |  | 2022 | 2023 | 2024       | Total            |
| ----- | --------------------------------- | ---- | ---- | ---- | ---------- | ---------- | ------- |  | ---- | ---- | ---------- | ---------------- |
| 1     | Minyons de Terrassa               |      | 1i   | 1d   | 1d         |            |         |  |      |      |            | 2d, 1i           |
| 2     | Castellers de Vilafranca          | 1i   |      |      | 1d, 1c, 1i | 1i         | 2i      |  | 1i   |      | 1d, 1c     | 2d, 2c, 6i       |
| 3     | Colla Vella dels Xiquets de Valls |      |      |      | 1d, 2c     | 1d, 1c     | 1i, 2id |  |      | 2i   | 2c, 1i     | 2d, 5c, 4i, 2id  |
| Total | Total                             | 1i   | 1i   | 1d   | 3d, 3c, 1i | 1d, 1c, 1i | 3i, 2id |  | 1i   | 2i   | 1d, 3c, 1i | 6d, 7c, 11i, 2id |